# شب‌خروش آند
شب‌خروش آند (نام علمی: Penelope montagnii) نام یک گونه از سرده شب‌خروش‌های اصلی است.